# 澳門雙行線
《澳門雙行線——美食文旅來打卡》（簡稱：《澳門雙行線》）是由澳門新口岸工商聯會主辦，中央廣播電視總台製作及拍攝的大型美食文化旅遊真人秀節目，是中央廣播電視總台與澳門特別行政區政府簽訂的《中央廣播電視總台與澳門特別行政區政府深化戰略合作框架協議》項目之一。
第一季節目共有12集，於2023年1月28日起逢周六晚上19:30在中国中央电视台财经频道（CCTV-2）播出，並於2023年2月11日起逢周六晚上20:30在澳廣視澳視澳門播出，香港方面，2025年3月6日在港台電視31播放。
第二季節目共有12集，於2024年12月22日起逢星期日22:18在中国中央电视台财经频道（CCTV-2）播出。

## 簡介
《澳門雙行線——美食文旅來打卡》第一季於2022年底在澳門進行拍攝，特別邀請中國及中國香港知名主持人及演藝界明星一同參與，串聯24條旅行路線，透過「人生儀式感」與「人間煙火氣」兩條路線模式探索各樣「澳門味道」。引領觀眾體驗澳門多元文化的交融薈萃、獨有的人民面貌和城市內涵，以至豐富創新的盛事活動、休閒娛樂、歷史文化和體育演出等優質項目和配套設施。在節目中立體地展現澳門建設成為「世界旅遊休閒中心」的內涵，引領觀眾體驗澳門多元文化的交融薈萃、獨有的人文面貌和城市內涵，以至豐富創新的盛事活動、休閒娛樂、歷史文化和體育演出等優質項目和配套設施。節目內容精彩可期，助力提升澳門旅遊吸引力，進一步拓展澳門旅遊業在中國大陸客源市場，同時會持續推進各項宣傳攻勢，帶動澳門旅遊業復甦。
第二季於2024年11月完成拍攝，轉向澳門的零售業，展示“購物天堂”的澳門，參與演藝嘉賓的人數增至25位。透過12個主題、24條路線和86個拍攝點，生動地呈現澳門零售業的故事，以澳門“旅遊＋”發展策略為視角，通過“經典煥新”和“創新溯源”雙行之旅，主旨為“雙行有禮，澳門等你”，甄選24條特色路線，作為澳門特別行政區成立二十五周年紀念獻禮。

## 沿革

### 第一季
2022年8月15日，澳門特別行政區政府和中央廣播電視總台於澳門和北京兩地同步舉行新一輪合作啟動儀式。總台發布精品節目片單顯示包括本節目。
2022年11月17日10:00，本節目於澳門理工大學致遠樓舉行開機啟動儀式，經濟財政司司長李偉農出席。
2022年11月22日，拍攝團隊正在澳門各區開展一系列拍攝工作，澳門旅遊局期望節目能觸及更多訪澳客源，助力拓展內地市場，達至推動澳門旅遊業多元化及可持續發展。
2022年12月11日，本節目拍攝工作已基本完成，計劃在2023年初在中国中央电视台财经频道（CCTV-2）播出。
2023年1月28日，節目首播在即前，澳門旅遊局局長文綺華表示，本節目將通過真人秀形式推廣澳門美食、澳門故事和文化特色，讓觀眾感受耳目一新的澳門和舊有情懷。

### 第二季
第二季節目預計於2024年12月22日起首播。嘉賓們以旅客身份深度遊澳門，在每集的探索過程中體驗澳門文旅購物，學做成衣、文創DIY及製作手信餅點等，與澳門的多元文化展開互動。第一集的主題為“精雕細琢”，主持人及嘉賓們分別開啟尋訪澳門傳承與創新之旅。“經典煥新”隊走進博物館回顧澳門歷史，又探訪百年老店的手工技藝，帶領觀眾感受澳門的時代變遷；“創新溯源”隊則走進創新產業天地，尋找凝聚澳門記憶的微縮模型。

## 節目成員
| 高博     | 1979年4月5日   | 1、5、7、9～11 |
| 陳蓓蓓   | 1980年2月11日  | 1、5、7、9～11 |
| 陈伟鸿   | 1968年6月26日  | 2～4、6、8、12 |
| 谢颖颖   | 1978年5月22日  | 2～4、6、8、12 |
| 飞行嘉宾 |                |                |
| 张天爱   | 1988年10月28日 | 1～5、9～12    |
| 高圓圓   | 1979年10月5日  | 1、9           |
| 武大靖   | 1994年7月24日  | 2～3、12       |
| 黄小蕾   | 1981年5月18日  | 2、4           |
| 宋妍霏   | 1995年10月22日 | 2、4           |
| 于文文   | 1989年11月7日  | 3、12          |
| 秦岚     | 1979年7月17日  | 3、12          |
| 李斯丹妮 | 1990年4月26日  | 4、6～8、11    |
| 王祖蓝   | 1980年1月9日   | 5、10          |
| 單依纯   | 2001年12月23日 | 6～8           |

| 《澳門雙行線——美食文旅來打卡》（第二季） | 《澳門雙行線——美食文旅來打卡》（第二季） | 《澳門雙行線——美食文旅來打卡》（第二季） | 《澳門雙行線——美食文旅來打卡》（第二季） | 《澳門雙行線——美食文旅來打卡》（第二季） | 《澳門雙行線——美食文旅來打卡》（第二季） |          |          |          |          |
| 姓名                                     | 出生日期                                 | 參與集數                                 |                                          |                                          |                                          |          |          |          |          |
| 主持人                                   | 主持人                                   | 主持人                                   | 主持人                                   |                                          |                                          |          |          |          |          |
| 飞行嘉宾                                 | 飞行嘉宾                                 | 飞行嘉宾                                 | 飞行嘉宾                                 | 飞行嘉宾                                 | 飞行嘉宾                                 | 飞行嘉宾 | 飞行嘉宾 | 飞行嘉宾 | 飞行嘉宾 |
| ---------------------------------------- | ---------------------------------------- | ---------------------------------------- | ---------------------------------------- | ---------------------------------------- | ---------------------------------------- | -------- | -------- | -------- | -------- |

## 分集
| 第一集   | 人世间 至美味 | 2023年1月28日 | |
| 第二集   | 情醇浓 乡愁味 | 2023年2月4日  | |
| 第三集   | 觅世遗 典藏味 | 2023年2月11日 | 打卡團成員登上東望洋燈塔，俯瞰今日澳門；走入澳門歷史城區，嘗盡舌尖美味，品嘗別具一格的澳門味道。                           |
| 第四集   | 人世间 至美味 | 2023年2月18日 | |
| 第五集   | 漁村情 海滋味 | 2023年2月25日 | 打卡團成員將帶領觀眾探索澳門獨具漁村風情的文旅路線，品嚐別具一格的山海之味。                                               |
| 第六集   | 奇趣遊 新鮮味 | 2023年3月4日  | 打卡團成員將帶領觀眾在澳門來一場奇趣之遊，品嚐澳門獨有的新鮮味道！                                                         |
| 第七集   | 文藝範 新潮味 | 2023年3月11日 | 打卡團成員將品嚐新潮的創意料理，並體驗澳門老街古巷中的潮流文化。                                                           |
| 第八集   | 紀念日 幸福味 | 2023年3月18日 | 打卡團成員將帶領觀眾尋找適合幸福紀念日的經典場景與美食。                                                                   |
| 第九集   | 映年華 光影味 | 2023年3月25日 | 打卡團成員將帶領觀眾通過澳門的美食，尋到有溫度的故事，聊到有故事的人。                                                     |
| 第十集   | 加速度 燃情味 | 2023年4月1日  | 打卡團成員從澳門格蘭披治大賽車出發，將帶領觀眾通過澳門的美食，尋找賽車手勇往直前的味道與人生，共赴一場熱烈奔放的燃情盛宴。 |
| 第十一集 | 博眾物 慢品味 | 2023年4月8日  | 打卡團成員將帶領觀眾感受嘆茶文化，享受澳門的慢生活。                                                                       |
| 第十二集 | 山與海 深情味 | 2023年4月15日 | 打卡團成員在最後一集帶領觀眾偶遇翻山越嶺而來的北方味道，共赴一場蘊育澳門魅力的山海之約。                                   |

| 第一集 | 精雕细琢 | 2024年12月22日 | 在澳门半岛的西南角，曾经是一个小码头。约400年前，借居澳门的葡萄牙人在这里建造了炮台古堡，构筑军事要塞。岁月流转，沧海桑田，昔日坚固的炮台已成为人们品茗休憩的打卡地，而历经沧桑的古堡，见证着澳门的前世今生。 |
| 第二集 | 市井斑斓 | 2024年12月29日 | 雀仔园街市是澳门半岛的一家菜市场，据说最早开业于清光绪年间。在这里，你会惊奇地发现半斤八两成语故事的现实版，这里的买卖仍在沿用承袭了三千余年的古老计量单位——司马斤。                                          |

## 媒體播放

### 境內播放
第一季：2023年1月28日起，逢星期六晚上19:30於 中国中央电视台财经频道（CCTV-2）播出。旅遊局指期待節目深化“旅遊+美食”跨界融合，展現澳門多元化旅遊元素。
第二季：2024年12月22日起，逢星期日22:18於 中国中央电视台财经频道（CCTV-2）播出。

### 澳門播放
第一季：2023年2月9日，新口岸區工商聯會與澳廣視舉行本節目授權協議簽字儀式，一連12集節目由同年2月11日起逢星期六晚上20:30於澳視澳門首播，澳門綜藝由同年2月13日起逢星期一晚上22:00重播。儀式出席人士包括澳廣視執行委員會主席羅崇雯、新口岸區工商聯會會長胡達忠、澳門中聯辦宣傳文化部副部長殷汝濤、新聞局局長陳露和澳門旅遊局副局長許耀明等。

### 香港播放
第一季：2025年3月6日，港台電視31。

## 反應
2023年1月28日，節目於央視播出第一集。同年2月3日，澳門旅遊局表示該節目讓中国中央电视台财经频道（CCTV-2）收視比2022年同期上升81%，其中15至24歲青少年觀眾上升近2倍，微博話題累計閱讀量超過2.4億。同時積極配合節目於各平台持續鋪排宣傳，2022年11月至2023年2月1日，當局在官方微信、微信視頻號、中國境內社交平台等相關宣傳曝光量超過2,300萬，另外特區政府及本地媒體亦透過各網上渠道共同宣傳，持續推廣澳門“旅遊+美食”跨界融合。中央廣播電視總台亦通過旗下的中國中央電視台旗下的電視頻道、網上平台以及中央人民廣播電台旗下的多個電台頻道作出相關報道。
2023年2月10日，澳門旅遊局公佈，根據CSM全國測量儀數據，兩集節目平均收視率及收視份額與首播前兩周同時段相比，均大幅上升，其中收視率同比上升130%，收視份額同比上升139%，創同時段近期收視新高。節目首集電視觀眾規模即達1,296萬，首兩集累計觀眾規模2,251萬。而中國境內各社交平台的相關宣傳曝光量超過三千萬，顯示本節目受到廣泛關注及好評。
2023年3月3日，澳門旅遊局公佈節目首五集電視觀眾規模過億，尤其15至25歲觀眾群的增長達到191%；微博話題累計閱讀量11億，節目話題登全網熱搜熱榜62次，總討論量超過200萬，相關視頻累計點擊超過3,262萬，央視頻播放量逾450萬。國家廣播電視總局《廣電視聽評論》以“《澳門雙行線》探究美食背後的澳門歷史人文精神”為題，對節目做了充分肯定；《光明日報》在報導中央廣播電視總台2023年度精品電視作品中，重點推介本節目；總局《中國視聽》客戶端將完整上線本節目。國際傳播規劃局在與多國新媒體平台合作開辦的“中國電視”專區，推介了本節目相關內容；國際視頻通訊社對外分發本節目直播信號。節目更引起各界關注，多位影視教授包括北京電影學院、清華大學、北京大學及中國人民大學等教授均給予正面的評價。
2023年3月10日，澳門旅遊局公佈通過各社交平台的相關節目宣傳曝光量超過5,940萬，顯示澳門旅遊美食節目受到廣泛關注及好評。此外，澳門相關政府部門及本地媒體亦透過各網上渠道共同宣傳。
2023年3月17日，澳門旅遊局表示，本節目一連12集以“豐儉由人、品味澳門”為主旨，從12個主題、24條美食文旅路線出發，通過雙行線模式以不同的視角，尋訪澳門代表性美食及文旅打卡地。通過“人間尋常味”與“精緻儀式感”雙行之旅，尋找隱藏的地道風味美食、特色土生葡菜及創意料理，又探索澳門的世遺建築、中葡歷史文化，並體驗澳門非物質文化遺產清單項目。旅遊局積極配合並為此重要美食文旅節目鋪排宣傳。截至3月16日，通過各社交平台的相關宣傳曝光量超過6,658萬，顯示澳門旅遊美食節目受到廣泛關注及好評。此外，澳門相關政府部門及本地媒體亦透過各網上渠道共同宣傳。
2023年4月16日，澳門旅遊局表示由2022年11月至2023年4月13日，在官方微信、微信視頻號、微博、抖音、小紅書、Facebook及Instagram各平台的相關宣傳曝光量超過9,588萬，顯示澳門旅遊美食節目受到廣泛關注及好評。此外，澳門相關政府部門及本地媒體亦透過各網上渠道共同宣傳。旅遊局積極配合“1＋4”適度多元發展策略，促進文旅休閒多元發展，《澳門雙行線》深化“旅遊＋美食”跨界融合，並展現澳門多元化旅遊元素，進一步拓展內地客源市場。
2023年4月28日，澳門旅遊局公佈節目透過新媒體多渠道同步宣傳發放。融媒體傳播受眾達1億；央視頻播放加直播1,232萬；央視財經新媒體發佈關於《澳門雙行線》相關報導內容共1,035篇，總閱讀播放量達7,472.19萬次；微博話題130多個，微博相關話題累計閱讀量超13.5億次；節目話題登全網熱搜熱榜95次；全網視頻播放總量破5,584萬。節目播出期間多間中國國內媒體積極轉發。央視總台國際視頻通訊社及總台國際傳播規劃局通過眾多國際新媒體平台，在全球範圍不斷釋放聲量。而各平台的相關宣傳曝光量超過1.03億，顯示澳門旅遊美食節目受到廣泛關注及好評。澳門相關政府部門及本地媒體亦透過各網上渠道共同宣傳。
2023年10月下旬，澳門旅遊局公佈節目視頻播放總量超5,584萬，融媒體傳播受眾達1億。

## 獎項
- 國家廣播電視總局 - 2023年第一季度廣播電視創新創優節目獎[34]